# Supermotard

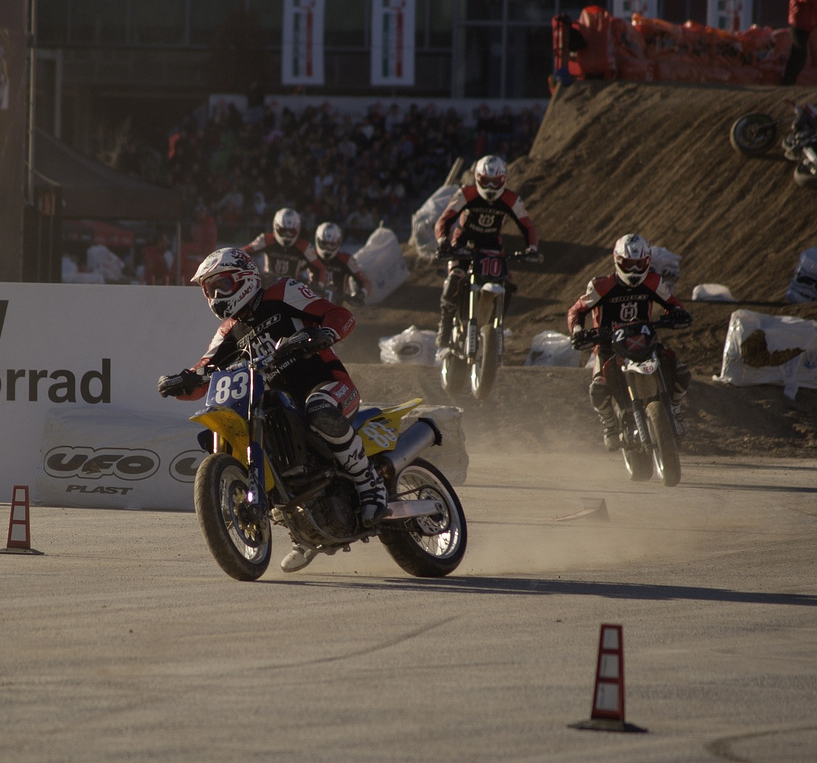
Supermotard à Milan, Italie, en 2007

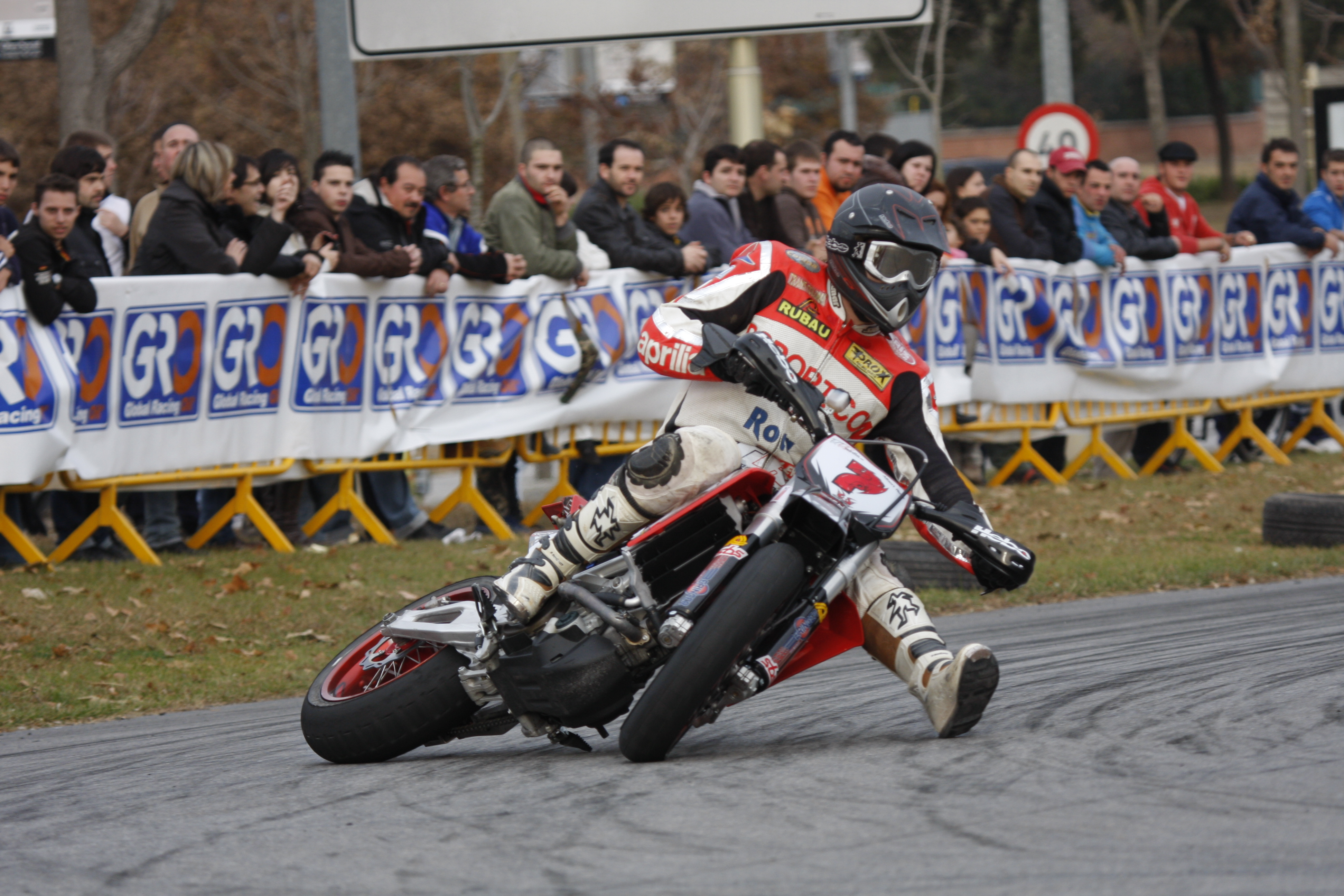
En glisse sur la partie asphaltée

Le supermotard, ou supermoto, désigne un type de compétition motocycliste, et les motos servant à le pratiquer. Les épreuves se déroulent sur des circuits mêlant zones bitumées et piste en terre.

## Histoire
En 1979, la première course de Supermotard, appelée « Superbikers », est organisée aux États-Unis par le promoteur Gavin Trippe (en) pour la chaîne de télévision ABC à Carlsbad Raceway (Carlsbad, Californie),. Il s'agit de mettre en compétition des pilotes vedettes venant de différentes disciplines (vitesse, cross, speedway). Le jeune Eddie Lawson, alors âgé de 17 ans, servira de pilote d'essai pour mettre la piste mixte au point. Cette épreuve fera l'objet d'un programme d'ABC jusqu'en 1985, avec l'émission Wide World of Sports. Le concept donnera ensuite naissance aux séries américaines Supermoto.
Après l'arrêt de la diffusion sur ABC, l'épreuve décline aux États-Unis mais le genre va se développer en Europe, grâce aux pilotes européens ayant participé aux Superbikers, jusqu'à la création d'un championnat du monde. La série revient en force aux États-Unis en 2003, lorsque le championnat Supermoto se déroulera sous l'égide de l'American Motorcyclist Association (AMA).

## Technique
Tout l'intérêt de cette discipline est la glisse : les machines utilisées sont des motos légères (environ 100 kg) conçues pour la pratique du tout-terrain. Lors des gros freinages sur les parties goudronnées, le frein moteur associé au phénomène de transfert de masse vers l'avant provoque une glisse de la roue arrière. Celle-ci, si elle est bien gérée par le pilote, permet de placer la machine de façon optimale pour ré-accélérer le plus tôt possible.
Le côté spectaculaire de cette technique de pilotage est accentué par l'adhérence souvent précaire des machines lorsqu'elles sortent de la partie terre.

## Description de la machine

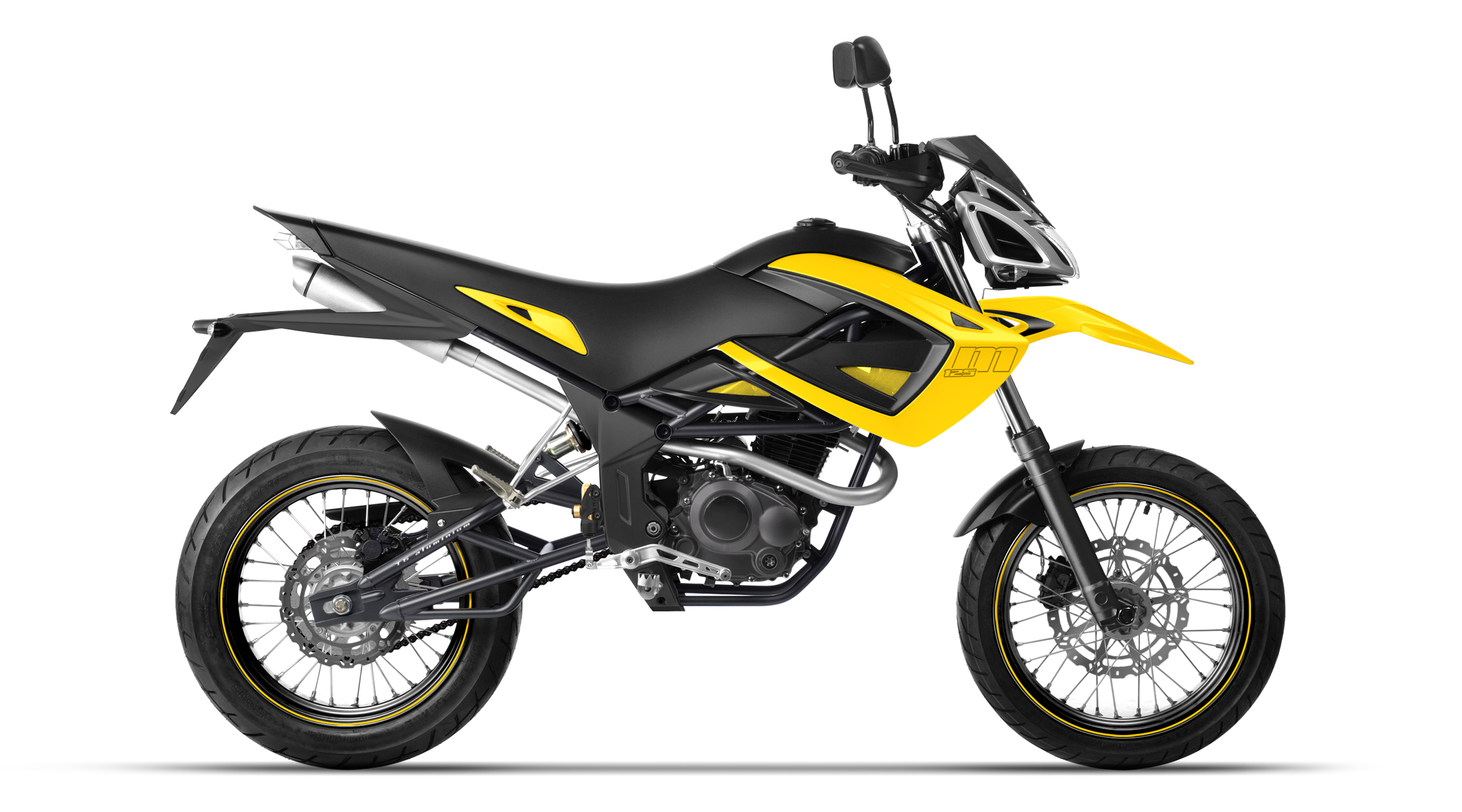
Moto Supermotard du constructeur britannique Megelli

À l'origine il s'agissait de machines de trail ou de moto-cross sur lesquelles étaient installées des jantes de 17 pouces avec des pneumatiques de route. Les roues avant et arrière sont de petit diamètre pour offrir une meilleure maniabilité et un kit de freinage plus puissant est installé. De plus, les suspensions sont modifiées pour obtenir plus de dureté et plus de rigidité pour une meilleure adhérence sur le bitume, tout en conservant un peu de souplesse pour la partie terre, notamment pour les réceptions de sauts.
La difficulté de la préparation de la partie cycle d'un supermotard vient de la mixité des surfaces (asphalte/terre) et de la variété des reliefs (surface plane/terrain accidenté).

## Les compétitions
Il s'agit d'un sport de glisse se déroulant sur des circuits constitués d'environ 70 % de bitume et 30 % de terre.
D'après le règlement 2006 de la Fédération française de motocyclisme (FFM) : « La répartition non bitumé - bitumé d’une piste de course mixte, calculée sur la longueur, correspondra à 80 % maximum et 50 % minimum de zone bitumée et de 20 % minimum de zone non-bitumée. »
Les championnats de France existent avec cinq catégories :
1. Prestige S1 : Les épreuves sont ouverte à tous types de motocycles solo de 300 cm3 à 750 cm3[3], monocylindre ou bicylindre et répondant aux normes de sécurité imposées par le règlement technique de la FFM.
2. S2 : Les épreuves sont ouvertes à tous types de motocycles solo 250 cm3 4-temps[3] à partir de 15 ans.
3. S3 : Les épreuves sont ouvertes à tous types de motocycles solo 125 cm3 2-temps à partir de 13 ans. Pour les pilotes féminins, les épreuves sont ouvertes à tous types de motocycles solo 125 cm3 2-temps à partir de 13 ans et 250 cm3 4-temps[3] à partir de 15 ans.
4. S4 : Les épreuves sont ouvertes à tous types de motocycles solo 65 cm3 2-temps, 85 cm3 2-temps et 150 cm3 4-temps[3]. 65 cm3, les pilotes devront avoir entre 8 et 12 ans. 85 cm3 et 150 cm3, les pilotes devront avoir entre 10 et 15 ans.
5. Challenger : Les épreuves sont ouvertes à tout types de motocycles solo de 250 cm3 à 750 cm3[3], monocylindre ou bicylindre et répondant aux normes de sécurité imposées par le règlement technique de la FFM.

Plusieurs coupes de marque disputées en France ont disparu, comme le challenge One Husqvarna (arrêté en 2007), le trophée KTM (arrêté en 2007), et un trophée Aprilia SX-V (arrêté en 2009).
Les autres compétitions majeures sont :
- Le championnat du monde Supermoto (FIM)[4], qui se dispute en catégorie S1 (450 cm3) ;
- Le Supermoto des Nations (FIM), compétition se disputant chaque année dans un pays différent entre équipes représentant leur nation[5] ;
- Le Superbiker de Mettet (événement annuel en Belgique, courant octobre[6]).
- Le championnat AMA aux États-Unis : AMA Supermoto Championship[7] ;
- Le championnat d'Europe (FIM) ;
- Les X Games (événement annuel aux États-Unis), qui se démarquent des autres compétitions de Supermotard par la technicité et la qualité de la partie terre (typée SX), et par un départ en ligne sur la terre, façon MX/SX ;